# Flugplatz Finsterwalde-Heinrichsruh

i7
i11
i13
Der Flugplatz Finsterwalde-Heinrichsruh (ICAO-Code: EDAS) ist ein Sonderlandeplatz nahe der Stadt Finsterwalde im südlichen Brandenburg. Er ist für Ballone, Segelflugzeuge, Motorsegler, Ultraleichtflugzeuge und Motorflugzeuge sowie Hubschrauber mit einem Höchstabfluggewicht von bis zu zwei Tonnen zugelassen. Des Weiteren dürfen Antonow An-2 hier starten und landen.

## Geschichte
Der Flugplatz wurde bereits am 3. August 1932 eingeweiht. Zunächst wurde er nur für den Segelflugsport verwendet. Den Zweiten Weltkrieg überstand der Flugplatz bis auf einige Bombentreffer, die die Flugzeughalle zerstörten, weitgehend unbeschädigt. Nach Kriegsende wurde der Flugbetrieb von den Alliierten zunächst untersagt. Im Jahr 1950 konnte der Flugbetrieb wieder aufgenommen werden. Mit dem Bau der Berliner Mauer 1961 wurde es jedoch äußerst schwierig, den Flugbetrieb aufrechtzuerhalten, da er strengen Restriktionen unterworfen war, um Republikflucht zu verhindern. Im Jahr 1979 wurde der Platz endgültig geschlossen. Die Finsterwalder Piloten wollten den Platz jedoch nicht aufgeben und pflegten das Gelände weiterhin. Kurz bevor auch diese Aktivitäten unterbunden werden konnten, kamen ehemalige Piloten auf die Idee, ein Museum zu gründen und in der ehemaligen Flugzeughalle historische Flugtechnik auszustellen, um das Gelände so zu erhalten. Im Jahr 1987 wurde das Museum eröffnet. Nach der Wende wurden die Betreiber vor die Wahl gestellt, das Museum zu erhalten oder wieder aktive Flugzeuge in der Halle unterzubringen. Im Jahr 1990 wurde der Flugplatz durch die Flugsportvereinigung Otto Lilienthal wieder eröffnet.

## Veranstaltungen
Einmal im Jahr findet ein Flugplatzfest statt.